# Eublemma dimidialis
Eublemma dimidialis is een vlinder uit de familie van de spinneruilen (Erebidae). De wetenschappelijke naam van deze soort is voor het eerst voorgesteld als Phalaena dimidialis door Johann Christian Fabricius in een publicatie uit 1794.
De soort komt voor in Japan, Indonesië (Java) en Australië.